# Église San Nicola dei Caserti
L'église San Nicola dei Caserti (Saint-Nicolas-des-Casertains) est une église du centre historique de Naples, dans la rue homonyme. Elle est dédiée à saint Nicolas. Elle se trouve à proximité de l'église San Biagio dei Caserti.

## Histoire et description
L'église est fondée au XIIIe siècle par une dame de la noblesse, Purinella Sicola. Elle est cédée plus tard aux religieuses de Saint Sébastien, puis en 1636 aux prêtres de la doctrine chrétienne qui réaménagent entièrement l'édifice en style baroque.
L'église est gravement endommagée par les bombardements aériens américains pendant la Seconde Guerre mondiale. 
La façade, qui porte encore des signes de la guerre, présente des fragments de portails et une partie d'un portail est visible à gauche du portail principal.
L'intérieur à nef unique avec des chapelles latérales est couvert d'une voûte à coupole; l'église conservait autrefois des œuvres d'une certaine valeur artistique, comme L'Extase de saint Nicolas de Giuseppe Simonelli. 
L'église est fermée et donc inaccessible au public. L'église a subi des travaux de consolidation en 1999. Son sort demeure incertain.

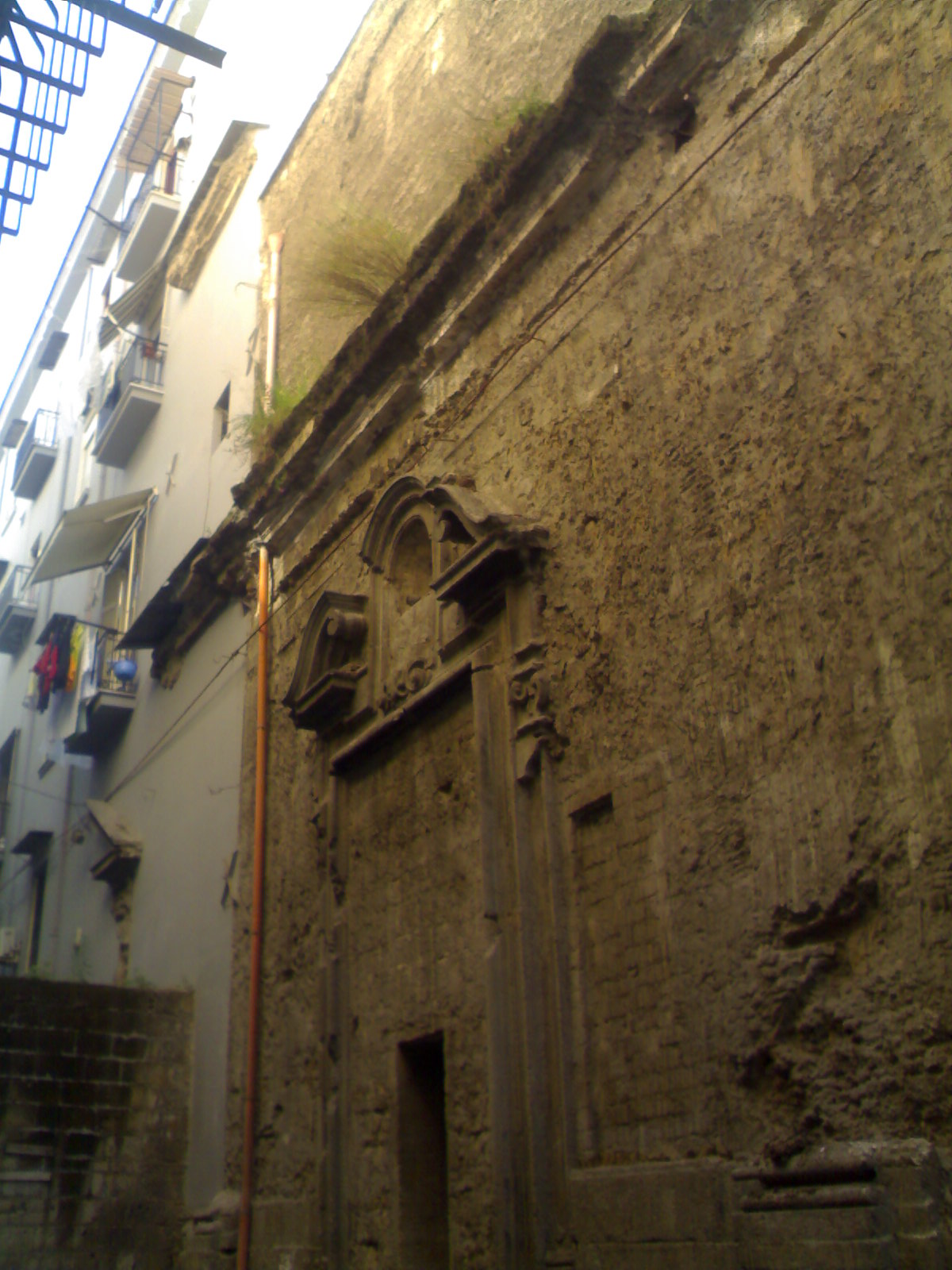
Aspect général
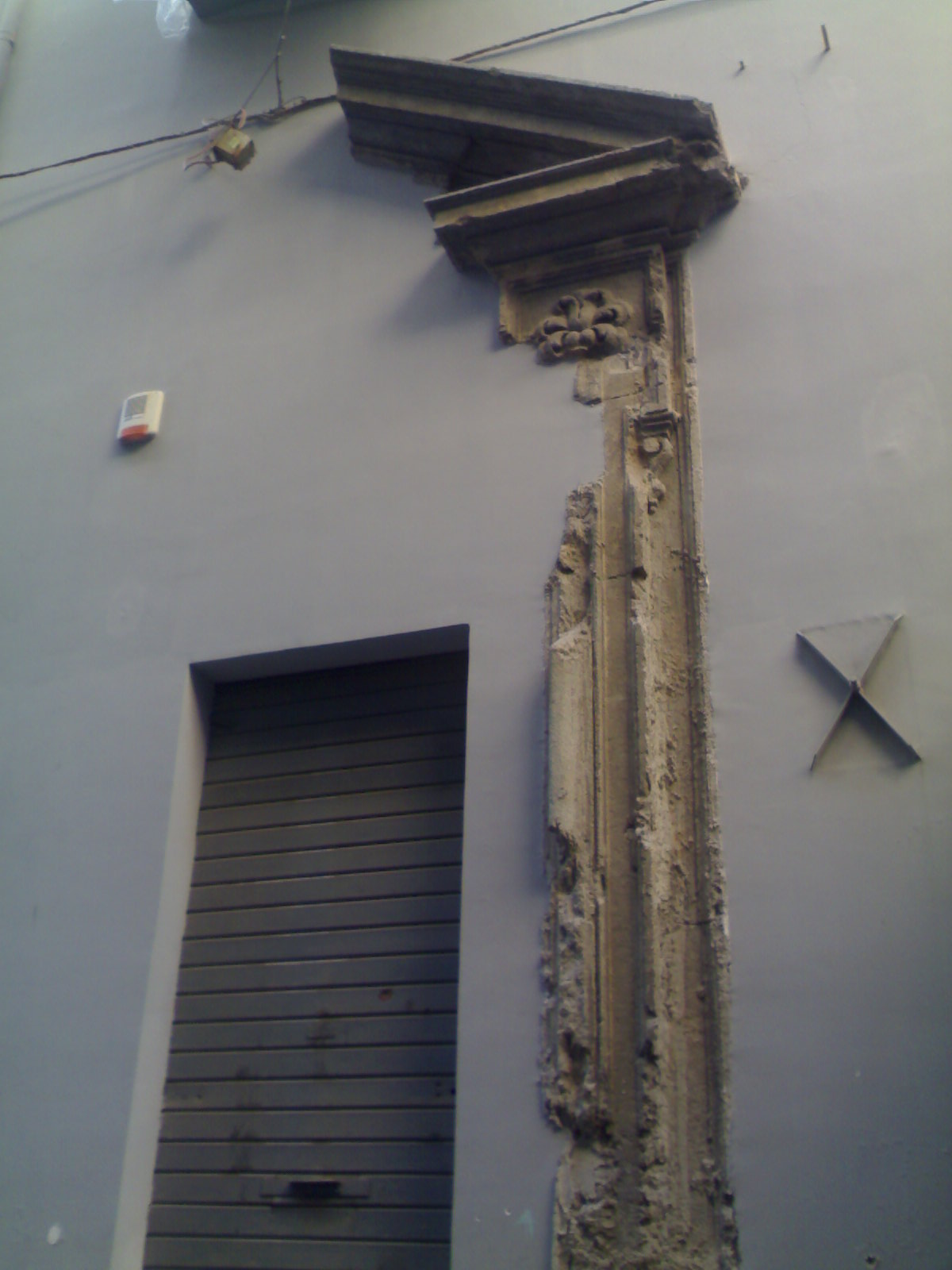
Restes du portail de l'ancien couvent

## Source de la traduction
- (it) Cet article est partiellement ou en totalité issu de l’article de Wikipédia en italien intitulé « Chiesa di San Nicola dei Caserti » (voir la liste des auteurs).